# 阿部東川
阿部東川（あべひがしがわ）は、徳島県海部郡美波町を流れる二級河川である。

## 地理
海部郡美波町阿部より同町を通過し太平洋に注ぐ。支流に阿部西川が流れる。

## 支流
- 阿部西川

## 流域の主な施設
- 徳島県道26号由岐大西線
- 美波町立由岐中学校阿部分校

## 流域の自治体
徳島県
海部郡美波町